# Jill Paton Walsh
Pour les articles homonymes, voir Walsh.
Jill Paton Walsh, née le 29 avril 1937 à Londres, en Angleterre et morte le 18 octobre 2020 à Huntingdon en Angleterre, est une femme de lettres britannique, auteure de roman policier, de roman historique et de littérature d'enfance et de jeunesse.

## Biographie
Elle fait des études à la St Michael's Catholic Grammar School (en), puis étudie la littérature à St Anne's College. En 1961, elle épouse Antony Paton Walsh et, après son décès en 2003, elle se remarie avec John Rowe Townsend (en) en 2004.
En 1966, elle publie son premier roman de littérature d'enfance et de jeunesse, Hengest's Tale. Dans ce genre littéraire, elle est finaliste du prix Booker 1994 pour Ce que savent les anges (Knowledge of Angels) et est lauréate du prix Phoenix (en) 1998 pour A Chance Child.
En 1983, elle fait paraître son premier roman policier, The Wyndham Case, premier volume d'une série consacrée à Imogen Quy, une infirmière de Cambridge. Avec le deuxième roman de cette série, A Piece of Justice, elle est finaliste du Gold Dagger Award 1985.
En 1998, elle achève un roman de Dorothy L. Sayers, Au crépuscule de l'Empire (Thrones, Dominations). Elle écrit trois autres romans mettant en scène Lord Peter Wimsey et sa femme Harriet Vane.
Jill Paton Walsh siège à la Royal Society of Literature et est commandeur de l'ordre de l'Empire britannique.

## Œuvre

### Romans

#### SérieImogen Quy
- The Wyndham Case (1993)
- A Piece of Justice (1995)
- Debts of Dishonor (2006)
- The Bad Quarto (2007)

#### SérieLord Peter Wimsey et Harriet Vane
- Thrones, Dominations (1998) Publié en français sous le titre Au crépuscule de l'Empire, Paris, Éditions du Masque, 1999  (ISBN 2-7024-7885-9) ; réédition, Paris, LGF, coll. « Le Livre de poche » no 14903, 2000  (ISBN 2-253-14903-9)
- A Presumption of Death (2002)
- The Attenbury Emeralds (2010)
- The Late Scholar (2013)

### Littérature d'enfance et de jeunesse

#### SérieGoldengrove
- Goldengrove (1972) Publié en français sous le titre L'Année où on a repeint la barque, Paris, L'École des loisirs, coll. « Médium », 1989  (ISBN 2-211-05900-7) ; réédition, Paris, L'École des loisirs, coll. « Médium poche », 1990  (ISBN 2-211-07732-3)
- Unleaving (1976)

#### SérieGripping Tales
- Birdy and The Ghosties (1989)
- Thomas and the Tinners (1995)

#### Autres romans
- Hengest's Tale (1966)
- The Dolphin Crossing (1967)
- Fireweed (1969) Publié en français sous le titre À deux on est plus fort, Paris, Hachette Jeunesse, coll. « Le Livre de poche jeunesse » no 407, 1989  (ISBN 2-01-015221-2)
- Farewell, Great King (1972)
- The Emperor's Winding Sheet (1974)
- The Butty Boy (1975) (autre titre The Huffler)
- The Walls of Athens (1977)
- Children of the Fox (1978) (coécrit avec Robin Eaton)
- A Chance Child (1978)
- A Parcel of Patterns (1983)
- Lost and Found (1984)
- Lapsing (1986)
- Torch (1987)
- A School for Lovers (1989)
- Grace (1991)
- Knowledge of Angels (1994) Publié en français sous le titre Ce que savent les anges, Paris, Éditions Denoël, coll. « Empreinte », 1995  (ISBN 2-207-24453-9)
- The Serpentine Cave (1997) Publié en français sous le titre La Grotte Serpentine, Paris, Mercure de France, coll. « Bibliothèque étrangère », 2000  (ISBN 2-7152-2193-2)
- A Desert in Bohemia (2000)

#### Chapbooks
- Toolmaker (1973)
- The Dawnstone (1973)
- Crossing to Salamis (1977)
- Persian Gold (1978)
- The Green Book (1981) (autre titre Shine)
- Babylon (1982)
- Gaffer Samson's Luck (1984) Publié en français sous le titre Le Talisman, Paris, L'École des loisirs, coll. « Neuf », 1989  (ISBN 2-211-02705-9) ; réédition, Paris, L'École des loisirs, coll. « Neuf en poche », 1990  (ISBN 2-211-07905-9)
- Five Tides (1986)
- Can I Play Farmer Farmer? (1990)
- Can I Play Jenny Jones? (1990)
- Can I Play Queenie? (1990)
- Can I Play Wolf? (1990)
- Matthew and the Sea Singer (1992)

#### Livres illustrés
- When Grandma Came (1992) Publié en français sous le titre La Visite de Mamie, Paris, Kaléidoscope, 1992  (ISBN 2-87767-082-1)
- Pepi and the Secret Names (1994) Publié en français sous le titre Le Mystère des hiéroglyphes, Paris, Flammarion, coll. « Père Castor », 1997  (ISBN 2-08160404-3)
- Connie Came to Play (1995)
- When I was Little like You (1997) Publié en français sous le titre Quand j'étais petite comme toi, Paris, Flammarion, coll. « Père Castor », 1997  (ISBN 2-08-160442-6)

### Autre ouvrage
- The Island Sunrise (1975)

## Prix et distinctions

### Prix
- Prix Phoenix (en) 1998 pour A Chance Child[3]

### Nominations
- Prix Booker 1994 pour Knowledge of Angels[4]
- Gold Dagger Award 1995 pour A Piece of Justice[5]
- Historical Dagger Award 2014 pour The Late Scholar[5]